# Pieńki Niechodzkie
Pieńki Niechodzkie – część wsi Niechodzin w Polsce, położona w województwie mazowieckim, w powiecie ciechanowskim, w gminie Ciechanów. Wchodzą w skład sołectwa Niechodzin.
W latach 1975–1998 Pieńki Niechodzkie administracyjnie należały do województwa ciechanowskiego.